# Тианг
Тианг (лат. Damaliscus lunatus tiang, рус. Тианг) је подврста топи антилопе (лат. Damaliscus lunatus), врсте из породице шупљорожаца (Bovidae).

## Распрострањење
Ареал подврсте обухвата мањи број држава, Јужни Судан, југоисток Судана (уз границу са Етиопијом), југ Чада, север Централноафричке републике, запад Етиопије (уз границу са Суданом, Јужним Суданом и Кенијом) и северозапад Кеније.

## Угроженост
Ова подврста је наведена као последња брига, јер има широко распрострањење и честа је подврста.